# Semnoz
Semnoz er et 1699 meter højt og 16 kilometer langt bjerg i den nordlige del af bjergmassivet Bauge. Bjerget ligger mellem byerne Annecy og Alléves.
| Bjerg | Spire Denne artikel om et bjerg eller en bjergkæde er en spire som bør udbygges. Du er velkommen til at hjælpe Wikipedia ved at udvide den. |

- Wikimedia Commons har flere filer relateret til Semnoz

45°47′49″N 6°06′18″Ø / 45.797°N 6.105°Ø